# Aniba rosaeodora
Aniba rosaeodora là một loài thực vật]] thuộc họ Lauraceae. Loài này có ở Brasil, Colombia, Ecuador, Guyane thuộc Pháp, Guyana, Peru, Suriname, và Venezuela. Chúng hiện đang bị đe dọa vì mất môi trường sống.